# Judô nos Jogos Olímpicos de Verão de 1996
O judô nos Jogos Olímpicos de Verão de 1996 foi realizado em Atlanta, nos Estados Unidos, com 14 eventos disputados.

## Eventos do judô
Masculino: até 60 kg | até 65 kg | até 71 kg | até 78 kg | até 86 kg | até 95 kg | acima de 95 kg

Feminino: até 48 kg | até 52 kg | até 56 kg | até 61 kg | até 66 kg | até 72 kg | acima de 72 kg

## Masculino

### Até 60 kg masculino
| Pos. | País           | Atletas              |
| ---- | -------------- | -------------------- |
|      | Japão (JPN)    | Tadahiro Nomura      |
|      | Itália (ITA)   | Girolamo Giovinazzo  |
|      | Alemanha (GER) | Richard Trautmann    |
|      | Mongólia (MGL) | Dorjpalam Narmandakh |

### Até 65 kg masculino
| Pos. | País           | Atletas            |
| ---- | -------------- | ------------------ |
|      | Alemanha (GER) | Udo Quellmalz      |
|      | Japão (JPN)    | Yukimasa Nakamura  |
|      | Cuba (CUB)     | Israel Hernández   |
|      | Brasil (BRA)   | Henrique Guimarães |

### Até 71 kg masculino
| Pos. | País                 | Atletas             |
| ---- | -------------------- | ------------------- |
|      | Japão (JPN)          | Kenzo Nakamura      |
|      | Coreia do Sul (KOR)  | Kwak Dae-Sung       |
|      | França (FRA)         | Christophe Gagliano |
|      | Estados Unidos (USA) | Jimmy Pedro         |

### Até 78 kg masculino
| Pos. | País                | Atletas           |
| ---- | ------------------- | ----------------- |
|      | França (FRA)        | Djamel Bouras     |
|      | Japão (JPN)         | Toshihiko Koga    |
|      | Geórgia (GEO)       | Soso Liparteliani |
|      | Coreia do Sul (KOR) | Cho In-Chul       |

### Até 86 kg masculino
| Pos. | País                | Atletas          |
| ---- | ------------------- | ---------------- |
|      | Coreia do Sul (KOR) | Jeon Ki-Young    |
|      | Uzbequistão (UZB)   | Armen Bagdasarov |
|      | Alemanha (GER)      | Marko Spittka    |
|      | Países Baixos (NED) | Mark Huizinga    |

### Até 95 kg masculino
| Pos. | País                | Atletas           |
| ---- | ------------------- | ----------------- |
|      | Polônia (POL)       | Paweł Nastula     |
|      | Coreia do Sul (KOR) | Kim Min-Soo       |
|      | França (FRA)        | Stéphane Traineau |
|      | Brasil (BRA)        | Aurélio Miguel    |

### Acima de 95 kg masculino
| Pos. | País           | Atletas             |
| ---- | -------------- | ------------------- |
|      | França (FRA)   | David Douillet      |
|      | Espanha (ESP)  | Ernesto Pérez       |
|      | Alemanha (GER) | Frank Möller        |
|      | Bélgica (BEL)  | Harry van Barneveld |

## Feminino

### Até 48 kg feminino
| Pos. | País                  | Atletas        |
| ---- | --------------------- | -------------- |
|      | Coreia do Norte (PRK) | Kye Sun-Hi     |
|      | Japão (JPN)           | Ryoko Tamura   |
|      | Espanha (ESP)         | Yolanda Soler  |
|      | Cuba (CUB)            | Amarilis Savon |

### Até 52 kg feminino
| Pos. | País                | Atletas              |
| ---- | ------------------- | -------------------- |
|      | França (FRA)        | Marie-Claire Restoux |
|      | Coreia do Sul (KOR) | Hyun Sook-Hee        |
|      | Japão (JPN)         | Noriko Sugawara      |
|      | Cuba (CUB)          | Legna Verdecia       |

### Até 56 kg feminino
| Pos. | País                | Atletas            |
| ---- | ------------------- | ------------------ |
|      | Cuba (CUB)          | Driulis González   |
|      | Coreia do Sul (KOR) | Jung Sun-Yong      |
|      | Espanha (ESP)       | Isabelle Fernández |
|      | Bélgica (BEL)       | Marisbell Lomba    |

### Até 61 kg feminino
| Pos. | País                | Atletas           |
| ---- | ------------------- | ----------------- |
|      | Japão (JPN)         | Yuko Emoto        |
|      | Bélgica (BEL)       | Gella Vandecaveye |
|      | Países Baixos (NED) | Jenny Gal         |
|      | Coreia do Sul (KOR) | Jung Sung-Sook    |

### Até 66 kg feminino
| Pos. | País                | Atletas           |
| ---- | ------------------- | ----------------- |
|      | Coreia do Sul (KOR) | Cho Min-Sun       |
|      | Polônia (POL)       | Aneta Szczepanska |
|      | China (CHN)         | Wang Xianbo       |
|      | Países Baixos (NED) | Claudia Zwiers    |

### Até 72 kg feminino
| Pos. | País          | Atletas        |
| ---- | ------------- | -------------- |
|      | Bélgica (BEL) | Ulla Werbrouck |
|      | Japão (JPN)   | Yoko Tanabe    |
|      | Itália (ITA)  | Ylenia Scapin  |
|      | Cuba (CUB)    | Diadenis Luna  |

### Acima de 72 kg feminino
| Pos. | País           | Atletas          |
| ---- | -------------- | ---------------- |
|      | China (CHN)    | Sun Fuming       |
|      | Cuba (CUB)     | Estela Rodríguez |
|      | Alemanha (GER) | Johanna Hagn     |
|      | França (FRA)   | Christine Cicot  |

## Quadro de medalhas do judô
| Ordem | País                | Medalha de ouro | Medalha de prata | Medalha de bronze | Total |
| ----- | ------------------- | --------------- | ---------------- | ----------------- | ----- |
| 1     | JPN Japão           | 3               | 4                | 1                 | 8     |
| 2     | FRA França          | 3               | 0                | 3                 | 6     |
| 3     | KOR Coreia do Sul   | 2               | 4                | 2                 | 8     |
| 4     | CUB Cuba            | 1               | 1                | 4                 | 6     |
| 5     | BEL Bélgica         | 1               | 1                | 2                 | 4     |
| 6     | POL Polônia         | 1               | 1                | 0                 | 2     |
| 7     | GER Alemanha        | 1               | 0                | 4                 | 5     |
| 8     | CHN China           | 1               | 0                | 1                 | 2     |
| 9     | PRK Coreia do Norte | 1               | 0                | 0                 | 1     |
| 10    | ESP Espanha         | 0               | 1                | 2                 | 3     |
| 11    | ITA Itália          | 0               | 1                | 1                 | 2     |
| 12    | UZB Uzbequistão     | 0               | 1                | 0                 | 1     |
| 13    | NED Países Baixos   | 0               | 0                | 3                 | 3     |
| 14    | BRA Brasil          | 0               | 0                | 2                 | 2     |
| 15    | USA Estados Unidos  | 0               | 0                | 1                 | 1     |
| 15    | GEO Geórgia         | 0               | 0                | 1                 | 1     |
| 15    | MGL Mongólia        | 0               | 0                | 1                 | 1     |